# Thraulodes hilaris
Thraulodes hilaris is een haft uit de familie Leptophlebiidae. De wetenschappelijke naam van de soort is voor het eerst geldig gepubliceerd in 1892 door Eaton als Thraulus hilaris.
De soort komt voor in het Neotropisch gebied.